# Sakuy
Sakuy is een bestuurslaag in het regentschap Aceh Barat van de provincie Atjeh, Indonesië. Sakuy telt 84 inwoners (volkstelling 2010).